# نيوان (المخادر)

تعديل مصدري - تعديل

نيوان هي إحدى قرى عزلة بني سرحة بمديرية المخادر التابعة لمحافظة إب، بلغ تعداد سكانها 239 نسمة حسب تعداد اليمن لعام 2004.